# Parcs éoliens des Deux Rivières
Les parcs éoliens des Deux Rivières se situent sur le territoire de la Communauté de communes des Deux Rivières, dans le département de Meurthe-et-Moselle, en France.
Ils comprennent un total de 15 éoliennes Vestas V90.
Les parcs éoliens des Deux Rivières ont été développés et construits par la société OSTWIND international.

## Situation
Les éoliennes sont réparties sur 4 parcs et 3 communes : 
- La Croix-Didier (4 machines) situé sur la commune de Doncourt-lès-Longuyon
- Bois de Tappe (3 machines) situé sur la commune de Doncourt-lès-Longuyon
- La Pièce du Roi (4 machines) situé sur la commune de Saint-Pancré
- Les Neuf Champs (4 machines) situé sur la commune de Tellancourt